# Cliffhanger – Függő játszma
A Cliffhanger – Függő játszma (eredeti cím: Cliffhanger) 1993-ban bemutatott amerikai–olasz–francia koprodukcióban készült akciófilm Renny Harlin rendezésében. A főszerepeket Sylvester Stallone és John Lithgow játssza. A film nagyon sikeres volt a mozikban, nemzetközileg 255 milliós bevételt produkált.
A film a Guinness Rekordok Könyvébe is bekerült, mint a legköltségesebb légi mutatvány, amit valaha végrehajtottak. Simon Crane-nek 1 millió dollárt fizettek, hogy hajtsa végre azt a mutatványt, amikor a két repülőgép között egy kötél van, és neki az volt a dolga, hogy a kötélre akaszkodva átcsúszik az egyik gépről a másikra 4572 méter magasan.

## Cselekmény
A hegymászó barátok, Gabe Walker és Hal Tucker a Sziklás-hegységben dolgoznak a hegyi mentőszolgálatnál. Egy nap Tucker és barátnője kirándulni indulnak a hegyekbe. A csúcson Tucker-nek problémája van a meniszkuszával, emiatt a hegyimentő szolgálat helikoptere felveszi. Amikor a csörlővel történő mentés közben Tucker barátnőjének biztonsági hámja elszakad, Gabe a hegy és a helikopter között vízszintesen kifeszített mentőkötélen mászik utána. A férfi kapaszkodik belé, de a lány kicsúszik a kezéből, és a halálba zuhan. Walker képtelen feldolgozni ezt a traumatikus élményt, visszavonul, és soha többé nem akar hegyet mászni.
Nyolc hónappal később a texasi Fort Worth-i pénzügyi intézményből 100 millió dollárnyi összeget szállítanak el egy repülőgépen, amely a Sziklás-hegység felett repül. A személyzet két tagja lelövi a többieket. Ők az arrogáns pénzügyi szélhámos, Eric Qualen bandájához tartoznak, aki egy kisebb géppel utánuk repül, hogy elvigye a pénzt. Mivel az egyik lelőtt pénzszállító több lövést ad le, a három bőröndnyi pénz átadása kötélen keresztül a két repülőgép között meghiúsul. A bőröndök a magas hegyekben a földre zuhannak, Qualen sérült gépe pedig ott zuhan le.
A repülőgép pilótája segélyhívást kezdeményez, és azt állítja, hogy egy kisebb csoporttal a hegyen ragadt. Mivel a mentőhelikopter számára túl rossz az időjárás, Tucker felmászik a kijelölt helyre. Walkert, aki ugyancsak véletlenül van ott, hogy összeszedje a maradék holmiját, kollégája és barátja, Jessie rábeszéli, kövesse őt, mivel hóvihar tombol, és Tuckernek segítségre van szüksége. Tucker azonban, aki Walkert hibáztatja barátnője haláláért, visszautasítja a segítségét. Ennek ellenére mindketten folytatják a hegymászást, majd a bűnözők elfogják és fegyverrel kényszerítik őket, hogy elvezessék a bandát az elveszett pénzzel teli bőröndökhöz, amelyek mindegyike nyomkövetővel van ellátva.
Walkert felszerelése nélkül küldik fel az első bőröndhöz, és ezt az alkalmat kihasználva egy menedékhelyre menekül, ahol találkozik barátnőjével, Jessie-vel, aki azért mászott fel oda, mert Tucker és Walker nem válaszoltak rádión. Helyismeretének köszönhetően Walkernek sikerül a banda előtt felkutatnia a másik két bőröndöt, amelyet Tucker még mindig a markában tart. Qualen eltéríti a Tucker és Walker keresésére felszállt hegyimentő helikoptert, és előbb a hegyimentő helikopter pilótáját, majd annak segítőjét, a repülőgép pilótáját is lelövi, hogy egyedüli pilótaként ellehetetlenítse tegye magát. Az agyonvert Tuckernek sikerül megmentenie magát, amikor már majdnem végeznek vele. A banda többi tagját egymás után ölik meg. Qualen átveszi az irányítást Jessie felett, és beleegyezik, hogy elcseréli őt Walkerrel a hátizsákjába csomagolt bankjegyekért, amelyeket az utolsó bőröndből szerzett.
A végső harcban Walker meggyőzi Qualent, hogy engedje el Jesset, de a pénzes hátizsákot a helikopter rotorlapátjai közé dobja ahelyett, hogy a helikopterbe dobná, aminek következtében a helikopter megpördül. Walker a helikopterről lelógó csörlőt egy hegyre erősített vaslépcsőhöz akasztja, amitől a helikopter lezuhan. Qualen meghal, a sziklába szorult Walkert Tucker és Jessie menti ki, és a már Qualen nyomában lévő FBI megérkezik egy helikopterrel, és bejelenti a három túlélő későbbi megmentését.

## Szereplők
| Szerep          | Színész               | Magyar hang            |
| --------------- | --------------------- | ---------------------- |
| Gabe Walker     | Sylvester Stallone    | Gáti Oszkár            |
| Eric Qualen     | John Lithgow          | Kun Vilmos             |
| Hal Tucker      | Michael Rooker        | Sinkovits-Vitay András |
| Jessie Deighan  | Janine Turner         | Radó Denise            |
| Richard Travers | Rex Linn              | Papp János             |
| Kristel         | Caroline Goodall      | Orosz Helga            |
| Kynette         | Leon Robinson         | Bezerédi Zoltán        |
| Delmar          | Craig Fairbrass       | Csuja Imre             |
| Ryan            | Gregory Scott Cummins | N/A                    |
| Heldon          | Denis Forest          | Szalai Imre            |
| Sarah           | Michelle Joyner       | Détár Enikő            |
| Evan            | Max Perlich           | Bolba Tamás            |
| Walter Wright   | Paul Winfield         | Vajda László           |
| Frank           | Ralph Waite           | Makay Sándor           |
| Brett           | Trey Brownell         | Kerekes József         |

## A film készítése
A Carolco stúdió eredetileg azért szerződtette Stallone-t, hogy egy vígjátékban játsszon, John Candyvel együtt. Amikor elvetették az ötletet, rábeszélték Stallone-t, hogy vállalja el a Cliffhanger főszerepét.
Renny Harlin rendező is hasonló helyzetben volt: őt azért szerződtette a stúdió, hogy Stallonéval a Gale Force című filmet rendezze meg, ami egy hurrikános film lett volna, akcióval párosítva. Akkor a trükkök túl költségesnek bizonyultak, ezért rábeszélték Harlint, hogy rendezze meg a Cliffhangert. Harlin először nem akarta elvállalni a rendezést, azt mondta, nem akar még egy Die hard 2.-t készíteni.
A Dolomitok hegységben forgatták, Észak-Olaszországban, Cortina d’Ampezzo környékén. Az az ejtőernyő, melyet az egyik ugró kinyit, amikor a terroristák elől menekül, egy finn zászlót ábrázol. Renny Harlin ötlete volt ez a megoldás, mivel ő Finnországban született, és valamennyi filmjében szerepel valamilyen formában a finn zászló. A filmet Wolfgang Güllich emlékének ajánlották, aki Stallone dublőre volt, és a film befejezése után egy autóbalesetben halt meg.
Később három író azt állította, hogy az ő ötletük volt a film. A komolyabb szerzői jogi problémák elkerülése érdekében mindhárom szerzőnek fizettek fejenként 250 ezer dollárt.

## Fogadtatás
Legrosszabb film kategóriában jelölték Arany Málna díjra, a sziklamászás irreális ábrázolása miatt. Mindazonáltal a filmet szinte mindenhol dicsérték, a Rotten Tomatoes-on 76%-ot kapott.
Bevételi szempontból sikert hozott, ezért mindenki Sylvester Stallone visszatérésének hívta.

## Popkulturális hatás
Azt a jelenetet, amikor Stallone megpróbálja megmenteni Hal barátnőjét, Sarát, már több filmben is parodizálták, többek között az Ace Ventura 2. – Hív a természet és a Drágám, add az életed! egyes jeleneteiben.

## Könyvben
- Jeff Rovin: Függő játszma; fordította: ifj. Pinnyei Szilárd; InterCom, Budapest, 1993